# Colleret
Colleret település Franciaországban, Nord megyében. Lakosainak száma 1551 fő (2022. január 1.). Colleret Marpent, Aibes, Cerfontaine, Cousolre, Ferrière-la-Petite, Jeumont, Quiévelon, Recquignies és Erquelinnes községekkel határos.

## Népesség
A település népességének változása:
| Lakosok száma | 1669 | 1636 | 1615 | 1618 | 1617 | 1595 | 1573 | 1551 |
|               | 2013 | 2015 | 2017 | 2018 | 2019 | 2020 | 2021 | 2022 |